# Nemravné chování na veřejnosti

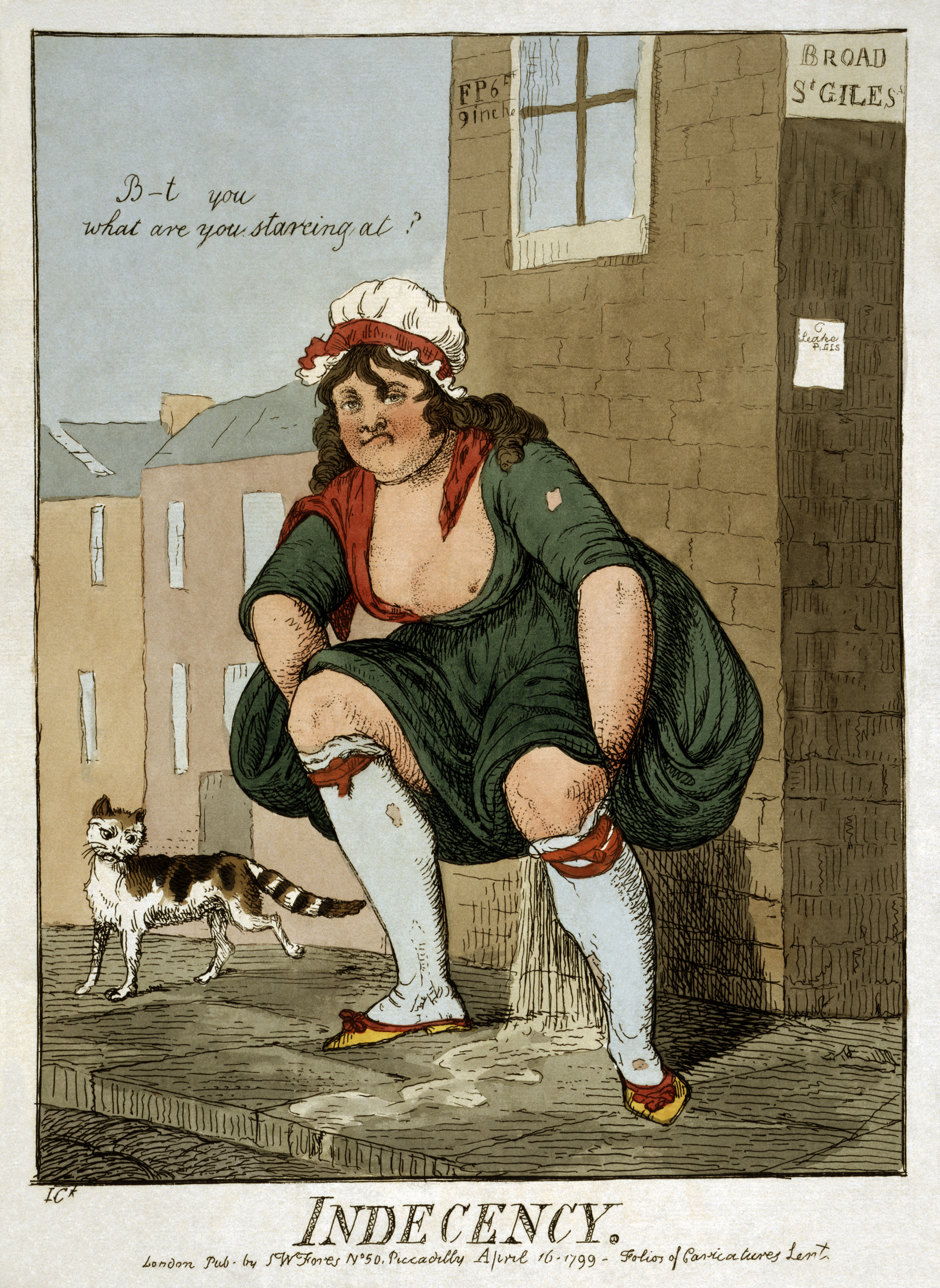
Močení na veřejnosti jako akt obscénního chování na veřejnosti; jak znázorňuje ilustrace z roku 1799.

Nemravné chování (anglicky indecency) na veřejnosti je chápáno jako chování na veřejnosti nebo prostranství přístupném veřejnosti, které je všeobecně považováno za nevhodné a nemravné. Patří sem nemravné, resp. nevhodné obnažování a sexuální styk nebo masturbace na veřejnosti. Taková činnost je považována za nelegální. 
Nemravné chování může také často označovat sexuální obtěžování / zneužití nebo jiné obscénní chování na veřejnosti.